# Hyperolius houyi
Hyperolius houyi és una espècie de granota de validesa discutida, ja que se n'ha perdut l'holotip i la localització tipus donada per Ernst Ahl el 1931 "Ussagara, Neu Kamerun [Chad]" és contradictòria, perquè "Neukamerun" (Nou Camerun) és el nom alemany de les terres afegides a l'est de colònia alemanya del Camerun entre 1911 i el tractat de Versalles, que inclouen una zona prop de llac Txad que pertany a l'actual Txad, però Ussagara és a les muntanyes Nguru de Tanzània. Per aquest motiu, la descripció conservada no ha pogut ser relacionada amb cap població coneguda d'amfibis i podria ser un sinònim d'Hyperolius viridiflavus.